# Max Roth
Max Roth, né à Lausanne le 17 août 1900 et mort dans la même ville le 10 avril 1968, est un éditeur, imprimeur et industriel vaudois.

## Biographie
Max Roth effectue un apprentissage de commerce. Après un séjour à Paris, il fonde à Lausanne, avec son beau-frère Charles Sauter, les éditions du Verseau (1925), qui éditent des livres d'artistes puis ils reprennent la Lithographie du Simplon SA (1939).
En 1940, les deux sociétés deviennent Roth & Sauter SA à Lausanne ; l'imprimerie se spécialise dans les étiquettes pour le vin.
Vice-président de la Société suisse des voyageurs de commerce (1938-1940), membre de la commission consultative du Fonds cantonal des arts et des lettres (1955-1966), Max Roth décède le 10 avril 1968 à Lausanne.

## Sources
- « Max Roth », sur la base de données des personnalités vaudoises sur la plateforme « Patrinum » de la Bibliothèque cantonale et universitaire de Lausanne.
- Fabienne Abetel-Béguelin, « Max Roth » dans le Dictionnaire historique de la Suisse en ligne.
- M. Roth, À l'enseigne du verseau, 1967
- B. Ischy, « Roth & Sauter SA », in Reflets: bull. mensuel de la BCV, 10, 1990, 21-25